# Wzgórze Sławy
Wzgórze Sławy (ukr. Пагорб Слави; ros. Холм Славы) – cmentarz-mauzoleum ku czci żołnierzy rosyjskich poległych podczas I wojny światowej (1914-1915) oraz żołnierzy różnych narodowości Armii Czerwonej walczących we Lwowie w 1944. Znajduje się przy ulicy Pasicznej we wschodniej części miasta. 

## Historia

### 1915-1944
Nekropolia powstała w 1915 jako rosyjski cmentarz wojenny, wówczas na granicy Parku Łyczakowskiego i Pohulanki pogrzebano ok. pięciu tysięcy żołnierzy armii carskiej. Byli to polegli na polu boju podczas Bitwy galicyjskiej oraz zmarli od ran i chorób w lwowskich szpitalach. Początkowo był to cmentarz złożony ze zbiorowych i pojedynczych mogił oraz wydzielona kwatera z pochówkami muzułmańskimi. Inicjatorem budowy i pierwszym opiekunem było Galicyjsko-bukowińskie generał-gubernatorstwo z generałem Gieorgijem Bobrinskim na czele. Podczas poświęcenia w kwietniu 1915 przez biskupa Eulogiusza (Gieorgijewskiego) ustawiono czterometrowy krzyż prawosławny. Po 1920 polskie władze planowały ekshumację ciał i przeniesienie ich na wydzieloną kwaterę Cmentarza Łyczakowskiego, gdzie już znajdowały się groby żołnierzy rosyjskich. Ostatecznie zrezygnowano z tego pomysłu, a cmentarz ulegał dewastacji. W 1936 jedynym trwałym śladem był pomnik z tablicą pamiątkową, dwa lata później na wniosek abp. Andrzeja Szeptyckiego planowano rozebrać pomnik i na jego miejscu wybudować sobór, realizacja nie doszła do skutku ponieważ wybuchła II wojna światowa.

### Po 1945
Po zakończeniu działań wojennych w 1945 władze radzieckie postanowiły połączyć restaurację cmentarza z budową mauzoleum upamiętniającym poległych na ziemi lwowskiej żołnierzy Armii Czerwonej. Do realizacji przyjęto projekt A.W. Natalczenko, H.A. Szweckiego-Winieckiego i I.A. Persikowa z zespołem, budowę zakończono 23 lutego 1948. Założenie architektoniczne tworzą dwie aleje, jedna okrężna i przecinająca ją ze wschodu na zachód poprzeczna. W mauzoleum znajduje się dwieście pięćdziesiąt pięć indywidualnych grobów w trzynastu rzędach, trzy mogiły zbiorowe z sześćdziesięcioma pięcioma pochówkami. Ponadto w centralnej części pochowano dwudziestu ośmiu Bohaterów Związku Radzieckiego. Na terenie mauzoleum znajdują się dwie rzeźby dłuta Michaiła Łysenko "Przysięga" będąca pomnikiem nagrobnym Michaiła Łychowida oraz "Matka Ojczyzna". Jest tam również pomnik "Żołnierza sławy" B.F. Forosteckiego na zbiorowej mogile poległych czołgistów, gdzie spoczywa również Aleksander Marczenko, który poległ na lwowskim ratuszu podczas zawieszania na wieży czerwonej flagi. Razem z nim pochowano Konstantyna Rożdżiestwieńskiego, który zginął niosąc pomoc rannemu Aleksandrowi Marczence oraz dowódcę czołgu, w którym służyli Aleksandra Dodonowa.
Pozostali polegli w walkach o Lwów spoczywają na Polu Marsowym, w kwaterach położonych od strony ulicy Ilji Miecznikowa. Pomiędzy 1944 a 1950 pochowano tam 3491 żołnierzy Armii Czerwonej. 
Władze Lwowa w 1992 podjęły uchwałę o demontażu mauzoleum, ale w późniejszym czasie zmieniły plany, a uchwała została anulowana. 